# Arthur Golding

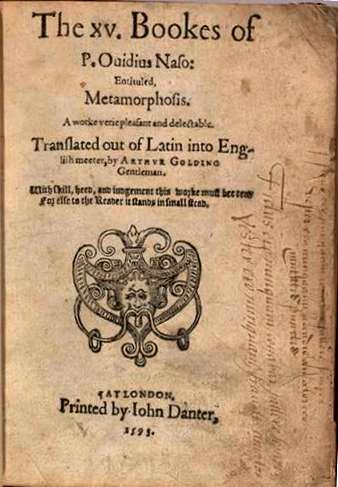
Edición de 1593 de la traducción de Golding de Las metamorfosis.

Arthur Golding (h. 1536 - h. 1605) fue un traductor inglés de la época isabelina.
Posiblemente nació en Londres. En 1549 estaba al servicio de Edward Seymour, primer Duque de Somerset, más tarde Lord Protector. Parece que vivió durante algún tiempo en casa de William Cecil, Lord Burghley, en The Strand, con su sobrino, el poeta y popular "candidato" a "Shakespeare", Edward de Vere, décimo séptimo Conde de Oxford.
Su obra principal es una traducción de la obra de Ovidio Las metamorfosis en pareados rimados de heptámetro yámbico. Su The Fyrst Fower Bookes of P. Ovidius Nasos worke, entitled Metamorphosis, translated oute of Latin into Englishe meter (1565), fue completado en 1567 con una traducción del poema completo. Extrañamente, era un puritano que tradujo muchas de las obras de Calvino. Estas páginas de Golding enseñaron mitología clásica a muchos isabelinos, y no hay duda de que William Shakespeare conocía bien la obra. 
Golding tradujo los Comentarios de Julio César (1563, 1565, 1590), la historia de Marco Juniano Justino (1564), los escritos teológicos de Niels Hemmingsen (1569) y David Chytraeus (1570), la Tragedie of Abrahams Sacrifice de Theodore Beza (1575), De Beneficiis de Séneca (1578), la geografía de Pomponio Mela (1585), los comentarios de Calvino sobre los Salmos (1571), sus sermones en la Gálatas y Efesios, sobre el Deuteronomio y el Libro de Job.
Su única obra original en prosa fue un Discourse sobre el terremoto de 1580, en la que vio el juicio de Dios sobre la maldad de la época